# 뤄간
뤄간(중국어 간체자: 罗干, 정체자: 羅幹, 병음: Luó Gàn, 1935년 7월 18일 ~ )은 중화인민공화국의 정치가이다. 제16기 중국공산당 중앙정치국 상무위원회 상무위원(서열 9위)과 중국공산당 중앙정치법률위원회 서기를 역임했다.
1935년 7월, 산둥성 지난(濟南)에서 태어났다. 1953년에 베이징 철강공업학원 압력가공학부를 거쳐 1954년부터 동독에 유학하여, 라이브트히의 카를 마르크스 대학에서 독일어를 1년간 공부했다. 1956년부터 프라이베르크야금학원에 입학하여 1962년에 졸업했다. 재학 중이던 1960년 6월에 중국 공산당에 입당했다.
문화대혁명으로 1969년부터 '57간부학교'에서 1년간 재교육을 받게 된다. 복귀한 후에는 허난성 수출위원회부주임, 부성장, 당 위원회 서기 등을 차례로 역임했다. 중화전국총공회 부주석(1983년~). 노동부 부장(1988년)에 취임했지만, 병으로 쓰러진 陳俊民을 대신하여 리펑 국무원 총리의 비서장으로 취임하였고, 이후 리펑이 전국인민대표대회 위원장이 될 때까지 10년간을 맡았다. 국무위원(1988년~1997년)과 15기 중앙서기처 서기등을 역임하고 2002년의 16기 전회에서 정치국 상무위원을 맡았다. 서열이 가장 낮은 9위지만 사법과 공안(경찰)을 묶는 당중앙정법위원회 서기를 겸임하기 때문에 행사할 수 있는 권력은 크다.
2008년 3월의 전국인민대표대회에서 은퇴했다. 리펑 총리 시대에 국무원 비서장을 맡은 9명 있는 상무 위원 중 유일하게 리펑파였다.
| 전임 런젠신 | 중국공산당 중앙정치법률위원회 위원장 1998년 - 2007년 | 후임 저우융캉 |